# NGC 57
NGC 57 је елиптична галаксија у сазвежђу Рибе која се налази на NGC листи објеката дубоког неба.
Деклинација објекта је + 17° 19' 45" а ректасцензија 0h 15m 30,9s. Привидна величина (магнитуда) објекта NGC 57 износи 11,8 а фотографска магнитуда 12,8. NGC 57 је још познат и под ознакама UGC 145, MCG 3-1-31, CGCG 456-46, PGC 1037.